# Мартынов, Александр Самойлович
Александр Самойлович Мартынов (наст. имя и фам. Саул Самуилович Пикер (Пиккер); 12 (24) декабря 1865, Пинск — 5 июня 1935, Москва) — революционер, участник революционного движения в России, один из лидеров меньшевиков, отошедший после Октябрьской революции от меньшевизма и в 1922 г. принятый в РКП(б). Двоюродный брат Г. Г. Гальперна.

## Биография
Родился в семье купца-лесоторговца. Внук крупного еврейского промышленника Левина Гада-Ошера (1816, Пинск — 1878).
Как упоминал Александр в автобиографии о впечатлении, произведённом на него романа Чернышевского «Что делать?»: «Я помню, что, подражая Рахметову, я медленно тушил папиросы на руке, а один мой школьный приятель шел ещё дальше: он прокалывал себе руку перочинным ножиком».
В 1884 году поступил на юридический факультет Петербургского университета. В том же году вступил в партию «Народной Воли», участвовал в народовольческих кружках середины 1880-х гг., поддерживал контакты с социал-демократической группой Д. Благоева. После второго ареста за участие в демонстрации по случаю 25-летия со дня смерти Добролюбова (1886) исключён из университета и выслан на родину, там снова был арестован и после двух лет одиночного заключения в Одессе был сослан на 10 лет в Восточную Сибирь, где также под надзором отбыл воинскую повинность.
Возвратившись из ссылки (1899), вошёл в редакцию газеты «Южный Рабочий», в 1899 член Екатеринославского комитета РСДРП. После краткого тюремного заключения (1900) эмигрировал, вступил в «Союз русских социал-демократов за границей», вошёл в редакцию журнала «экономистов» «Рабочее дело». На 2-м съезде РСДРП (1903) отстаивал позиции «экономизма», работал в программной комиссии. После съезда примкнул к меньшевикам и вскоре вошёл в руководящее ядро их фракции; один из редакторов многих центральных меньшевистских органов печати, один из видных публицистов-меньшевиков. Весной 1906 арестован, после освобождения эмигрировал. Делегат 4-го (Объединительного) съезда РСДРП (1906), выступил от меньшевиков докладчиком по вопросу о «современном моменте и задачах пролетариата». На 5-м (Лондонском) съезде РСДРП (1907) избран членом ЦК. В годы реакции 1908—1910 «ликвидатор», участвовал в издании и редактировании 5-томника «Общественное движение в России в начале XX века» (П., 1909 — 14). В годы первой мировой войны меньшевик-интернационалист, член Заграничного секретариата ОК меньшевиков, примыкал к группе Ю. О. Мартова.

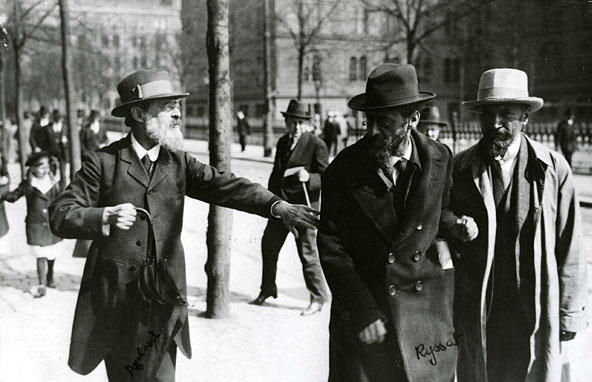
Павел Аксельрод, Юлий Мартов и Александр Мартынов в Стокгольме (16 мая 1917 года)

После Февральской революции 1917 вернулся вместе с Мартовым и другими 9 мая в Россию. Участвовал в работе Всероссийской конференции меньшевистских и объединённых организаций (7 — 12 мая). Был избран в Комитет Петроградской организации меньшевиков, состоявшей в основном из интернационалистов. Вошёл в редакцию «Рабочей Газеты», из которой вышел после того, как она стала только органом ОК, стоявшего на позициях «революционного оборончества». Один из редакторов петроградского журнала «Интернационал».
Делегат Объединительного съезда РСДРП (19 — 26 августа). Избран членом ЦК РСДРП(о) от интернационалистов, присоединился к «Заявлению 26-ти» о праве выступать с критикой партийных решений и мобилизовывать массы, не согласные с таковыми, в целях воздействия на центральные учреждения РСДРП(о).
Участник Всероссийского Демократического совещания (сентябрь).
В октябре вошёл во Временный Совет Российской Республики (Предпарламент) и в Бюро фракции меньшевиков-интернационалистов.
Как пишет БСЭ: «После Октябрьской революции 1917 начал отходить от меньшевизма, с которым порвал окончательно в годы Гражданской войны».
В мае 1918 делегат Всероссийского совещания меньшевиков; был избран членом ЦК. В июне выехал с семьёй на Украину, отошёл от партийной работы. В 1918—1922 работал учителем на Украине. В 1922 г. по поручению ЦК РКП(б) руководил в Тбилиси (ГрССР) конференцией бывших членов Соц.-Дем. рабочей партии Грузии (то есть «Меньшевиков»), не выехавших в эмиграцию. Конф. была задумана местом массового выхода бывших меньшевиков Грузии из партии. По всеобщему признанию, конференция не достигла своей цели.
С введением нэпа заявил об отсутствии разногласий с РКП(б), на XII съезде РКП(б) (1923) принят в члены партии. Работал в институте К. Маркса и Ф. Энгельса. Читал лекции в Коммунистической академии и Свердловском коммунистическом университете. С 1924 и до конца жизни работал в Коминтерне как член редакции журнала «Коммунистический Интернационал».